# Bauke Roolvink

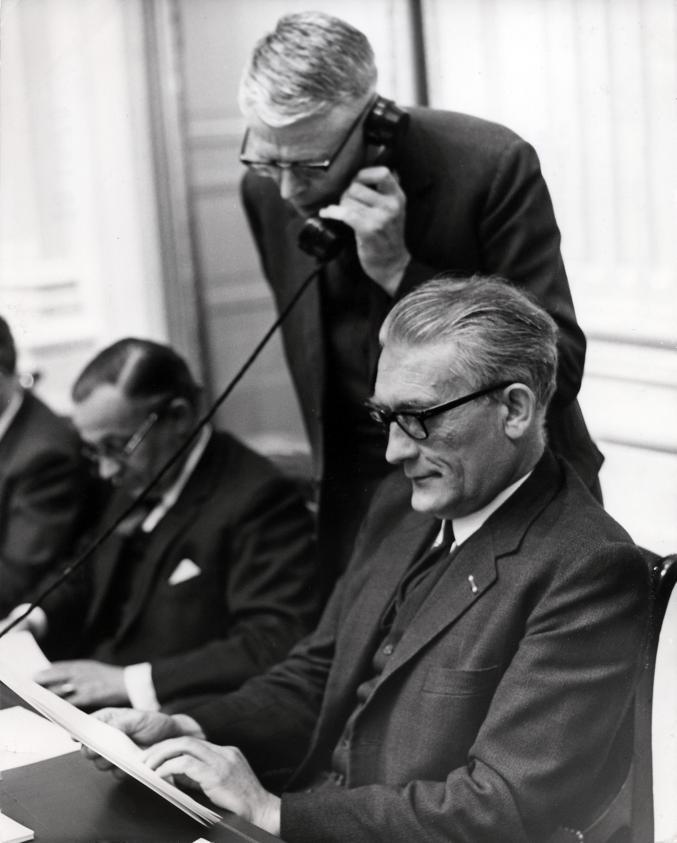
Bauke Roolvink (vorn) sowie Wirtschaftsminister Leo de Block (mit Telefon) 1968

Bauke Roolvink (* 31. Januar 1912 in Wijtgaart, Leeuwarderadeel, Provinz Friesland; † 25. November 1979 in Baarn, Provinz Utrecht) war ein niederländischer Gewerkschaftsfunktionär und Politiker der Anti-Revolutionaire Partij (ARP), der unter anderem Staatssekretär, Mitglied der Zweiten Kammer der Generalstaaten und Minister war.

## Leben

### Arbeiter, Gewerkschaftsfunktionär und Kommunalpolitiker
Nach dem Besuch der protestantischen Grundschule in Wirdum absolvierte Roolvink eine Berufsausbildung zum Schmied an der Berufsschule in Leeuwarden. Im Anschluss arbeitete er zunächst von 1928 bis 1929 auf der Leeuwardener Werft und danach für ein halbes Jahr in der dortigen Konstruktionswerkstatt, ehe er zwischen 1929 und 1946 Maschinist in der Königlichen Kaminfabrik E. M. Jaarsma N.V. in Hilversum war.
Nach dem Ende des Zweiten Weltkrieges wurde Roolvink, der 1935 als Mitglied der ARP beigetreten war, hauptamtliches Vorstandsmitglied des Christlichen Metallarbeiterbundes (Christelijke Metaalbewerkers Bond, CMB) im Bezirk Amsterdam. Wenige Jahre später begann er seine politische Laufbahn in der Kommunalpolitik, als er für die ARP im September 1949 zum Mitglied des Gemeinderates von Hilversum gewählt wurde und diesem bis Juni 1959 angehörte.
Im Mai 1950 wurde er Zweiter Vorsitzender des CMB und gehörte als solcher von Mai 1950 bis Dezember 1952 auch dem geschäftsführenden Vorstand an. Im Anschluss war er zwischen Dezember 1952 und Juni 1959 Sekretär des Christlichen Nationalen Gewerkschaftsbundes (Christelijk Nationaal Vakverbond, CNV) und besuchte während dieser Zeit auch Kurse der Kaderschule des CNV.

### Staatssekretär, Abgeordneter und Minister

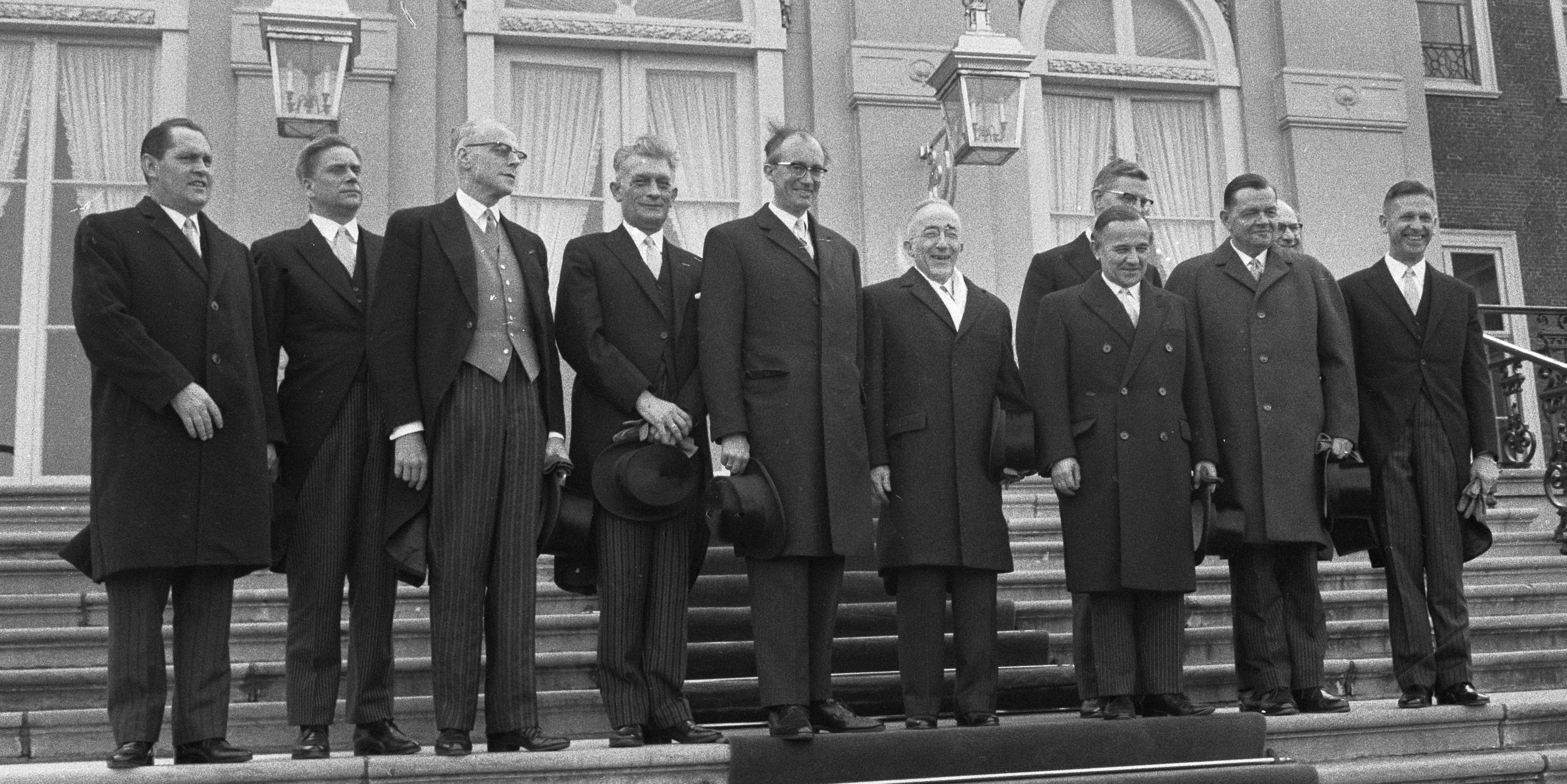
Das Kabinett De Jong bei der Vereidigung am 5. April 1967 vor Huis ten Bosch: Sozial- und Gesundheitsminister Roolvink (4.v.l.) mit Ministerpräsident Piet de Jong (7.v.l.) und dem weiteren Kabinett

Im Juni 1959 wurde Roolvink von Ministerpräsident Jan de Quay zum Staatssekretär im Ministerium für Soziales und Volksgesundheit in dessen Kabinett berufen und unterstützte während seiner bis Juli 1963 dauernden Amtszeit die damaligen Minister Charles van Rooy, Victor Marijnen und Gerard Veldkamp.
Im Juli 1963 wurde er als Spitzenkandidat der ARP zum Mitglied der Zweiten Kammer der Generalstaaten und gehörte dieser zunächst bis April 1967 an. Am 27. Juli 1963 wurde er zum Ritter des Orden vom Niederländischen Löwen ernannt.
Während seiner Parlamentszugehörigkeit war er zwischen Juli 1964 und April 1965 zunächst stellvertretender Vorsitzender, danach bis Februar 1967 Vorsitzender der Fraktion der ARP in der Zweiten Kammer sowie anschließend zwischen Februar und April 1967 wieder stellvertretender Fraktionsvorsitzender. Daneben war er zwischen 1965 und 1966 beratendes Mitglied des Zentralkomitees der ARP.
Roolvink wurde am 5. April 1967 von Ministerpräsident Piet de Jong zum Minister für soziale Angelegenheiten und Volksgesundheit in dessen Kabinett berufen und gehörte diesem bis zum Ende von de Jongs Amtszeit am 6. Juli 1971 an.
Bei den Parlamentswahlen von Mai 1971 wurde er als Mitglied der Zweiten Kammer der Generalstaaten wiedergewählt und gehörte dieser nunmehr bis Juni 1977 an.
Für seine langjährigen politischen Verdienste wurde er außerdem am 17. Juli 1971 zum Kommandeur des Orden von Oranien-Nassau berufen.

## Hintergrundliteratur
- D. Schaafsma: Bauke Roolvink, zijn levensverhaal en politieke terugblik, 1978
- Jan H. Kompagnie: Roolvink, Bauke (1912–1979), in: Biografisch Woordenboek van Nederland, Teil II, S. 470 (Onlineversion)